# Африкат
Африка́т (чол. р.), африка́та (жін. р.), (лат. affrico — тру, притираю) — складний нерозривний приголосний, утворений унаслідок злиття двох звукових елементів — зімкненого (його називають також проривним)  з наступним щілинним, (його називають також фрикативним).
Якщо сполучення зімкненого з щілинним не утворює нерозривних звуків (наприклад, підживити, відзначити), то воно не складає африкат. 
Африкати можуть бути глухі та дзвінкі, напр.: циган — дзвін.

## Африкати
- [p̪͡f] (пф)
- [b̪͡v] (бв)
- [t͡s] (ц) — глухий ясенний африкат
- [d͡z] (дз) — дзвінкий ясенний африкат
[t͡sʲ] (м'який ц) — глухий ясенний африкат палаталізований
[d͡zʲ] (м'який дз) — дзвінкий ясенний африкат палаталізований
- [t͡ɕ] (м'який ч) — глухий ясенно-твердопіднебінний африкат
- [d͡ʑ] (м'який дж) — дзвінкий ясенно-твердопіднебінний африкат
- [t͡ʃ] (ч) — глухий заясенний африкат
- [d͡ʒ] (дж) — дзвінкий заясенний африкат
[t͡ʃʲ] (напівм'який ч) — глухий заясенний африкат палаталізований
[d͡ʒʲ] (напівм'який дж) — дзвінкий заясенний африкат палаталізований
- [ʈ͡ʂ] (твердий ч) — глухий ретрофлексний африкат
- [ɖ͡ʐ] (твердий дж) — дзвінкий ретрофлексний африкат
- [t͡ɬ]
- [d͡ɮ]
- [c͡ç]
- [ɟ͡ʝ]
- [k͡x]
- [ɡ͡ɣ]
- [q͡χ]
- [ɢ͡ʁ]

### Польська
- /t͡s/ c (ц) — глухий ясенний африкат
- /d͡z/ dz (дз) — дзвінкий ясенний африкат
- /t͡ɕ/ ć, ci (м'який ч) — глухий ясенно-твердопіднебінний африкат
- /d͡ʑ/ dź, dzi (м'який дж) — дзвінкий ясенно-твердопіднебінний африкат
- /ʈ͡ʂ/ cz (твердий ч) — глухий ретрофлексний африкат
- /ɖ͡ʐ/ dż (твердий дж) — дзвінкий ретрофлексний африкат

/t͡ʂ/ czysta — «чиста»  /ʈ͡ʂ/ trzysta — «триста»
/d͡ʐ/ dżyzda — «джизда»  /ɖ͡ʐ/ drzyzda — «дризда»

### Українська
В українській мові: 
- /d͡ʒ/ (дж) — дзвінкий заясенний африкат
- /d͡z/ (дз) — дзвінкий ясенний африкат
- /d͡zʲ/ (дз') — дзвінкий ясенний африкат палаталізований (м'який)
- /t͡ʃ/ (ч) — глухий заясенний африкат
- /t͡s/ (ц) — глухий ясенний африкат
- /t͡sʲ/ (ц') — глухий ясенний африкат палаталізований (м'який)

В українській мові африкати складаються з однотипних за місцем творення (передньоязикових) звуків: ц (т + с), ч (т + ш), дз (z), дж (ž) (наприклад, кукурудза, джерело).